# Rue des Vignoles
La rue des Vignoles est une voie du 20e arrondissement de Paris, en France. Elle est un haut-lieu de la République espagnole à Paris.

## Situation et accès
La rue des Vignoles est située dans le sud du 20e arrondissement de Paris, dans le quartier de Charonne. Longue de 560 m, elle débute sur le boulevard de Charonne en direction est/nord-est, à hauteur des allées Neus-Català et  Maria-Doriath. Après 180 m, peu avant son intersection avec la rue de Buzenval, elle oblique légèrement vers le nord, continuant dans une direction nord-est jusqu'à son débouché sur la rue des Orteaux.
La rue reste d'une largeur à peu près constante sur toute sa longueur (10 m de large), excepté en son milieu au niveau du débouché de la rue Michel-de-Bourges.
La numérotation des immeubles suit le protocole standard parisien : les numéros augmentent quand on se déplace d'ouest en est (en s'éloignant ainsi de la Seine) ; les numéros impairs sont alors situés à gauche, les numéros pairs à droite.
La rue des Vignoles est desservie à proximité par la ligne 9 à la station Buzenval et par la ligne 2 à la station Avron.
Voies attenantes
La rue des Vignoles donne accès à une quinzaine d'impasses perpendiculaires, ouvertes pour la plupart à la fin du XIXe siècle afin de réaliser des logements ouvriers dans de petites maisons individuelles.
D'ouest en est, les voies suivantes traversent la rue des Vignoles ou y débouchent :
- boulevard de Charonne
- rue Planchat
- impasse Véran (côté gauche)
- impasse Rolleboise (côté droit)
- impasse de Casteggio (côté gauche)
- impasse Poule (côté droit)
- impasse des Crins (côté gauche)
- impasse de Bergame (côté droit)
- impasse des Souhaits (côté gauche)
- impasse de la Confiance (côté droit)
- rue de Buzenval
- impasse Saint-Pierre (côté gauche)
- rue Michel-de-Bourges (côté droit)
- rue Michel-de-Bourges (côté droit, en retour)
- rue de la Réunion
- sentier de la Pointe (côté gauche)
- passage Josseaume (côté droit)
- impasse des Vignoles (côté droit)
- passage Savart (côté droit)
- impasse Rançon (côté droit)
- impasse Satan (côté droit)
- rue des Orteaux

## Origine du nom
Cette voie doit son nom à un lieu-dit, les Vignolles, à cause des vignes qu'on y cultivait.

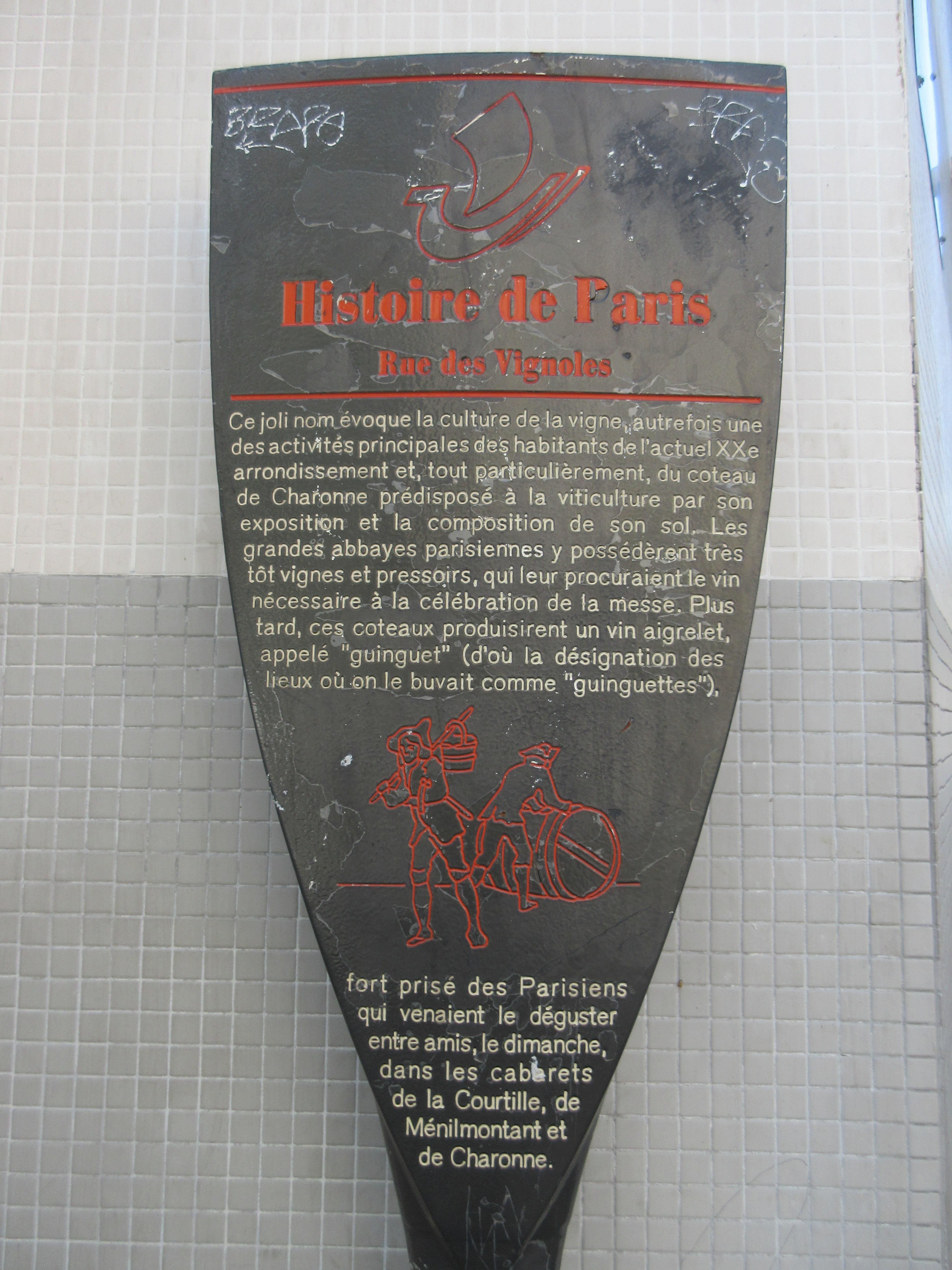
Panneau Histoire de Paris

## Historique
À l'origine, la zone de la rue des Vignoles est située à proximité du village de Charonne. En 1730, le plan de Roussel des faubourgs de Paris fait apparaître un chemin qui correspond plus ou moins à l'actuelle rue des Vignoles, près du lieu-dit Fontarabie, à mi-chemin entre la place du Trône (actuelle place de la Nation) et le château de Charonne (démoli depuis).
Au XIXe siècle, la zone fait partie de la commune de Charonne. Dans la première moitié du siècle, elle est indiquée comme faiblement urbanisée sur les cadastres, qui nomment deux lieux-dits : les Hautes-Vignoles et les Basses-Vignoles. Le 3 juillet 1830, la commune de Charonne nomme la partie orientale (située actuellement entre la rue Michel-de-Bourges et la rue des Orteaux) « chemin des Vignoles ». Une rue des Basses-Vignoles existe dans la partie occidentale, débouchant sur Paris. En 1860, la commune de Charonne est absorbée lors de l'agrandissement de Paris ; l'urbanisation de la zone date plus ou moins de cette époque. Les voies de l'ancienne commune sont intégrées dans la voirie parisienne le 23 mai 1863.
La voie porte son nom actuel à partir du 10 novembre 1873 et ne s'étend alors qu'entre les rues des Orteaux et Michel-de-Bourges. Le 4 novembre 1876, elle est étendue à l'ouest jusqu'à la rue de Buzenval, puis absorbe l'ancienne impasse de l'Industrie pour aboutir rue Planchat. Le 2 juin 1892, la dernière partie est ouverte, qui la relie au boulevard de Charonne.
Les nombreuses impasses qui débouchent sur la rue sont ouvertes pour la plupart vers 1870, destinées à des logements ouvriers. Dans les années 1980, la plupart sont squattées ; le no 67 devient un grand squat emblématique et le carrefour de la lutte sur le logement de cette époque, ainsi que l'adresse de la première permanence du Comité des mal-logés.

## Bâtiments remarquables et lieux de mémoire

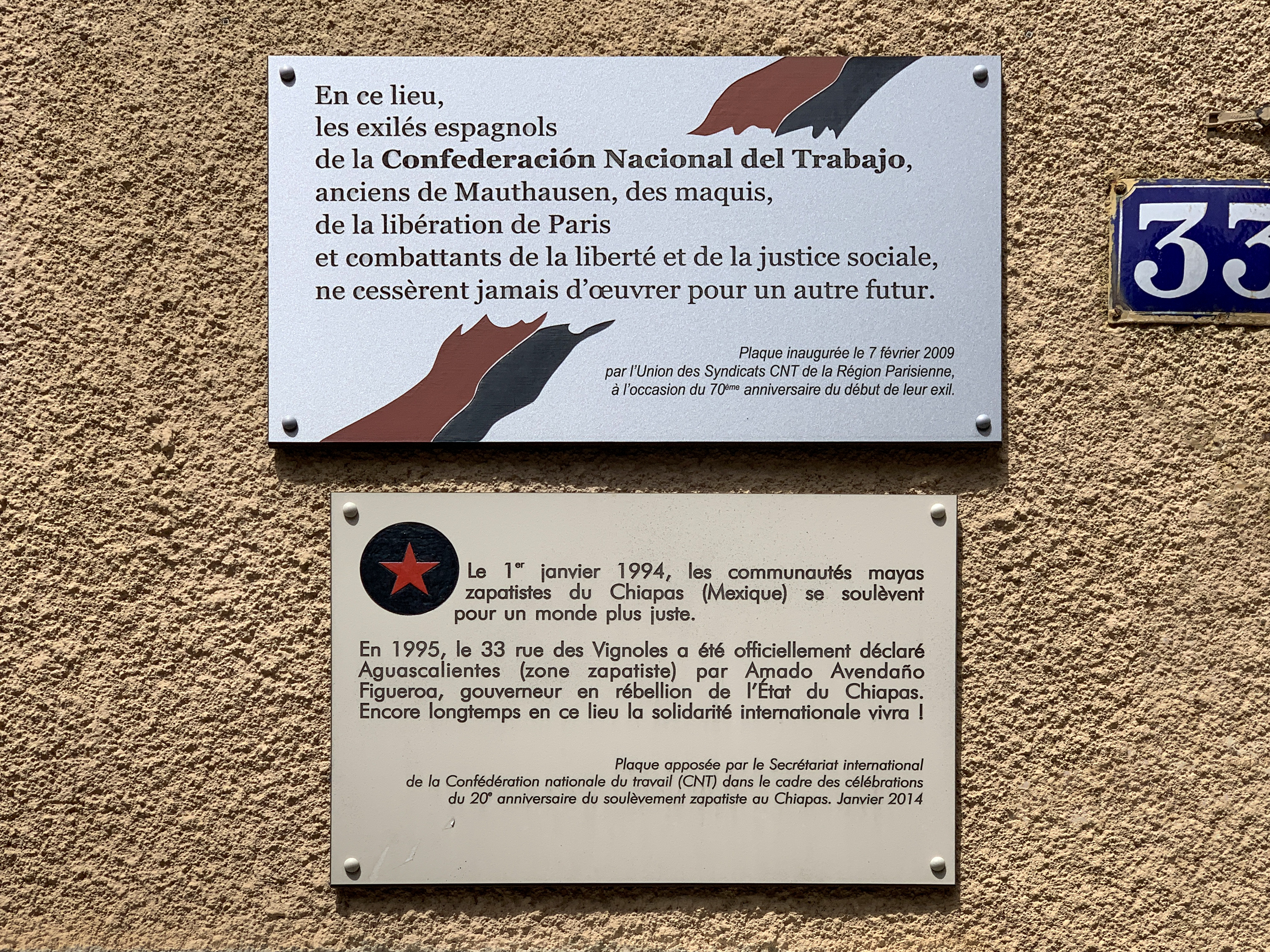
Plaques au no 33.

Depuis 1936, le no 33 accueille le siège des organisations anarchistes espagnoles en exil ; la Confédération nationale du travail y est domiciliée,.
Manuel Pinto Queiroz Ruiz, dit Manuel Lozano, résistant et soldat de La Nueve durant la Libération de Paris, en fut l'une des personnalités majeures.
La rue Michel-de-Bourges débouchant sur la rue des Vignoles suivant un angle assez faible, ces deux voies forment à leur intersection un espace dégagé de tout bâtiment. Cette placette, à moitié piétonne, est ombragée par quelques arbres. Le jardin Casque d'Or est accessible par la rue Michel-de-Bourges à proximité.
La place de la Réunion est située à faible distance, accessible par la rue de la Réunion et le sentier de la Pointe.

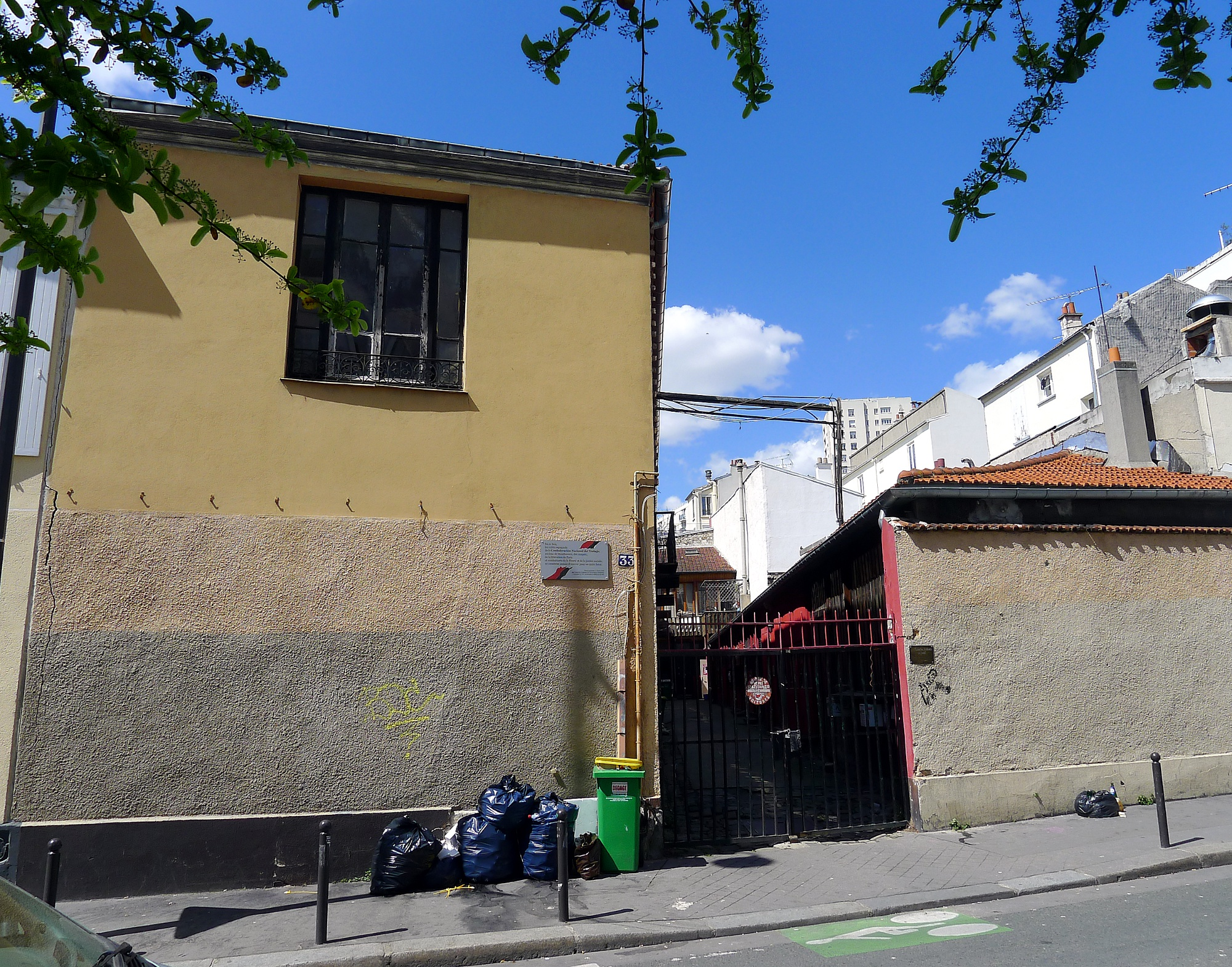
Le no 33 de la rue des Vignoles.
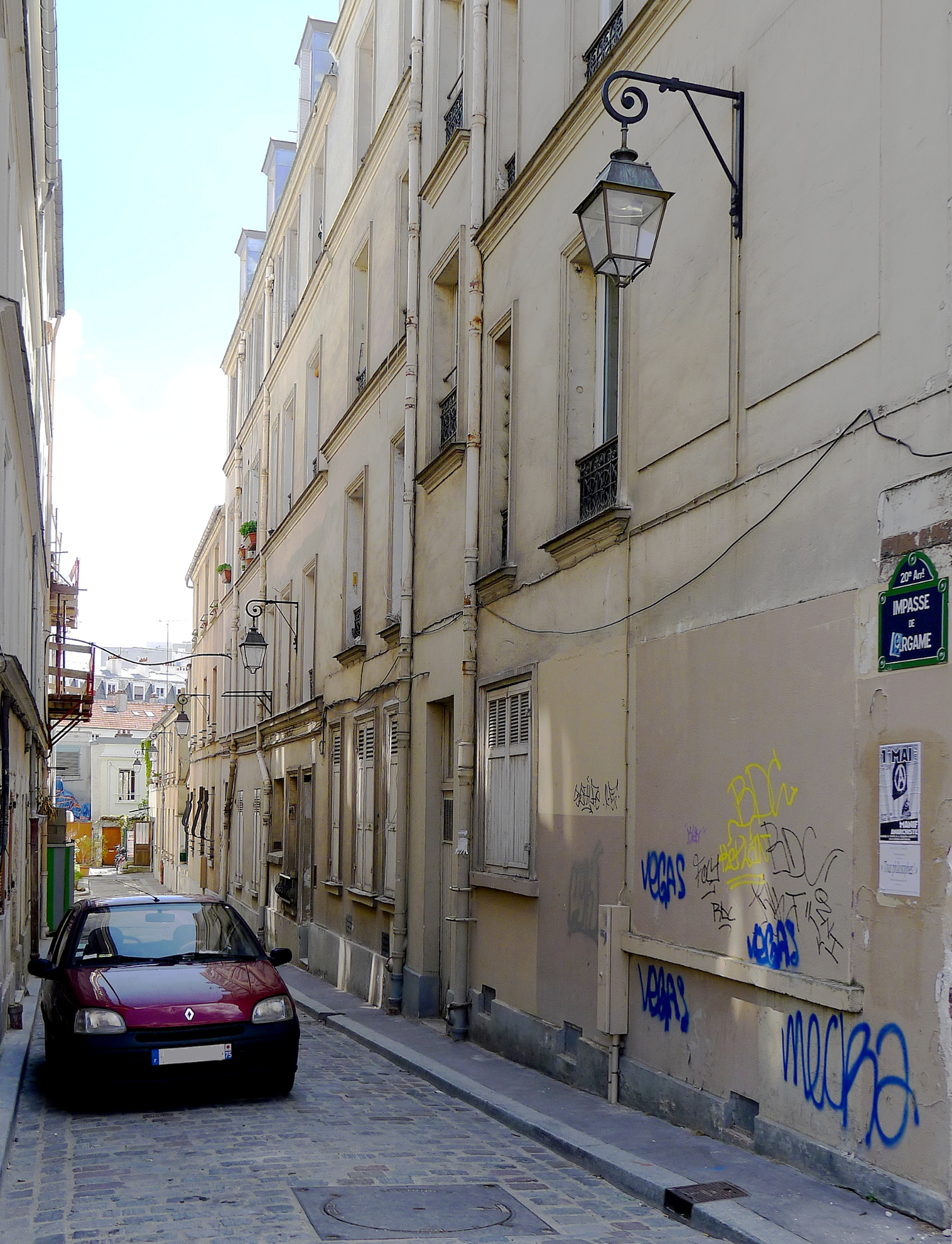
Entrée de l'impasse de Bergame.
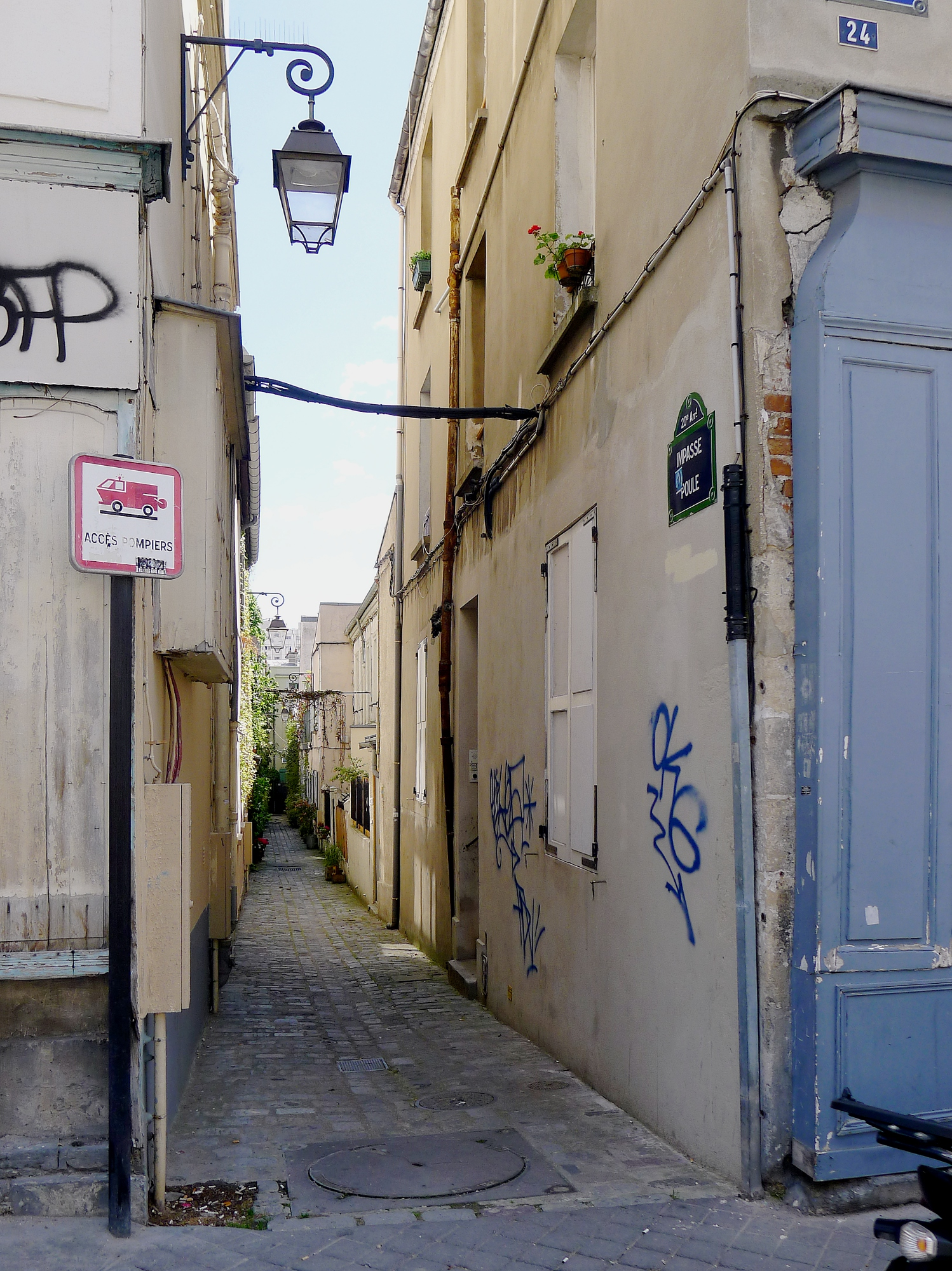
Entrée de l'impasse Poule.
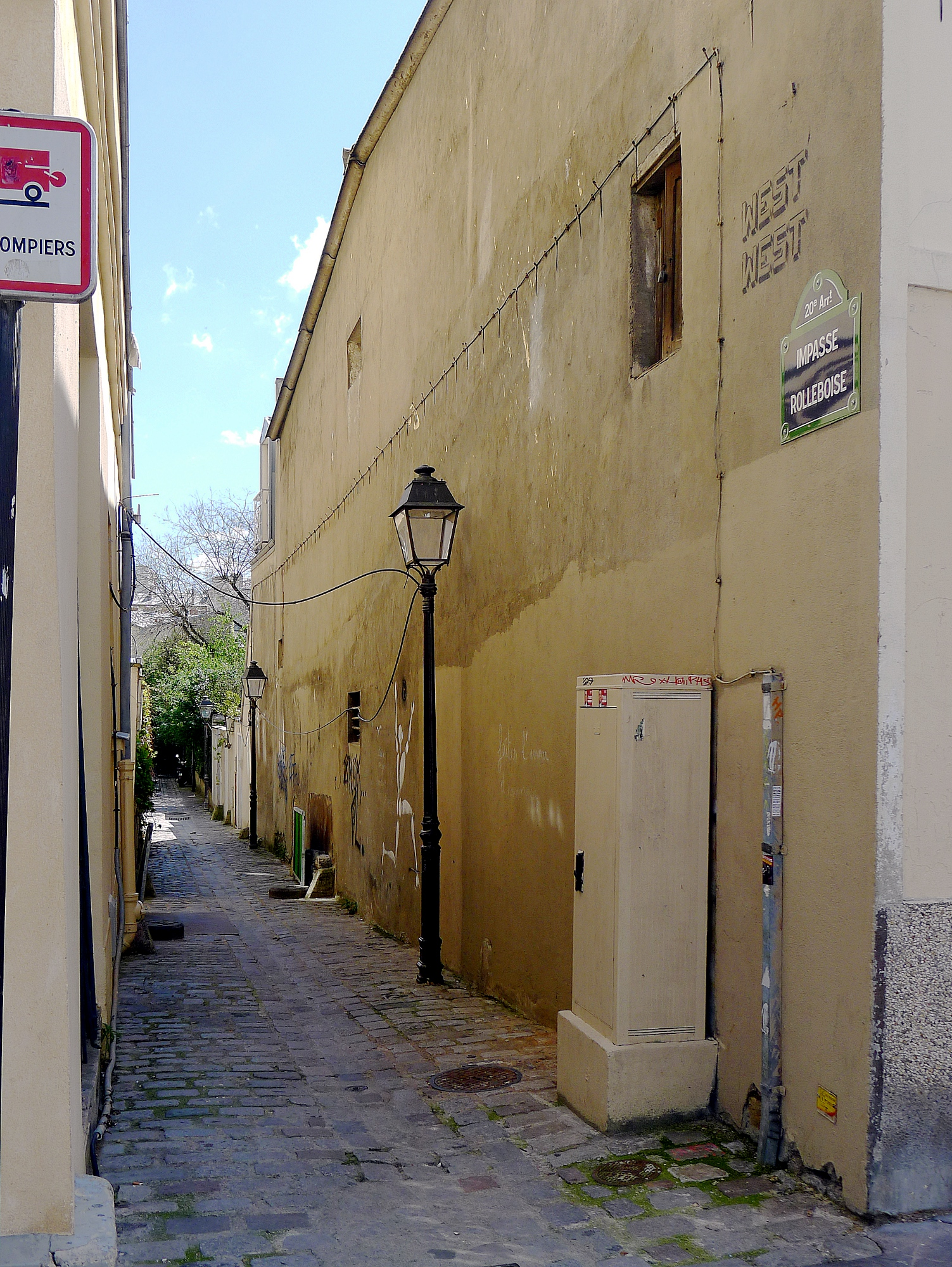
Entrée de l'impasse Rolleboise.